# Región Administrativa y de Planificación
En Colombia, de conformidad con lo previsto en el artículo 306 de la Constitución de 1991, previa autorización de sus respectivas asambleas departamentales, y con el concepto afirmativo de la Comisión de Ordenamiento Territorial de Senado, las gobernaciones de dos o más departamentos podrán constituirse mediante convenio en una Región Administrativa y de Planificación (RAP), con personería jurídica, autonomía y patrimonio propio, con el objeto de promover el desarrollo económico y social, la inversión y la competitividad regional.
En otras palabras, se trata de una figura asociativa que les permitirá a los departamentos aliarse para impulsar proyectos regionales y objetivos comunes para desarrollar sus economías, la competitividad, la integración en megaproyectos de infraestructura estratégica, fomentar el desarrollo rural y social del territorio. Adicionalmente, la incorporación del enfoque regional en los planes de ordenamiento territorial, los planes de ordenamiento departamental, los planes de desarrollo y en los diferentes instrumentos de planificación. Los proyectos promovidos por las RAP deberán tener un impacto regional que será evaluado y definido por el Consejo Regional Administrativo de Planeación.

## Órganos de administración
Las Regiones Administrativas y de Planificación (RAP) tendrán los siguientes:
- Consejo Regional Administrativo de Planeación (Junta directiva): es un órgano de administración de la RAP. Está compuesto por los gobernadores de los departamentos que conforman la región y los alcaldes de los distritos que existan en ella. [3] El CRAP tiene como función asesorar y ser instancia técnica de las RAP. Las decisiones que adopta el CRAP se denominan acuerdos regionales si son de contenido general y resoluciones regionales si son de contenido particular.

- Gerente Regional, designado por el Consejo Regional Administrativo de Planeación o Junta Directiva, que será el representante legal de la RAP.

## RAP constituidas
Actualmente se encuentran constituidas las siguientes Regiones Administrativas y de Planificación:
| Región Administrativa y de Planificación (RAP) | Fecha de creación | Departamentos      | Fecha de incorporación | Sede         |
| ---------------------------------------------- | ----------------- | ------------------ | ---------------------- | ------------ |
| Especial-Central                               | 2014-09-25        | Boyacá             | Fundador               | Bogotá       |
| Especial-Central                               | 2014-09-25        | Cundinamarca       | Fundador               | Bogotá       |
| Especial-Central                               | 2014-09-25        | Bogotá, D. C.      | Fundador               | Bogotá       |
| Especial-Central                               | 2014-09-25        | Meta               | Fundador               | Bogotá       |
| Especial-Central                               | 2014-09-25        | Tolima             | Fundador               | Bogotá       |
| Especial-Central                               | 2014-09-25        | Huila              | 2019-12-16             | Bogotá       |
| Pacífica                                       | 2016-12-12        | Cauca              | Fundador               | Cali         |
| Pacífica                                       | 2016-12-12        | Chocó              | Fundador               | Cali         |
| Pacífica                                       | 2016-12-12        | Nariño             | Fundador               | Cali         |
| Pacífica                                       | 2016-12-12        | Valle del Cauca    | Fundador               | Cali         |
| Caribe                                         | 2017-10-20        | Atlántico          | Fundador               | Barranquilla |
| Caribe                                         | 2017-10-20        | Bolívar            | Fundador               | Barranquilla |
| Caribe                                         | 2017-10-20        | Cesar              | Fundador               | Barranquilla |
| Caribe                                         | 2017-10-20        | Córdoba            | Fundador               | Barranquilla |
| Caribe                                         | 2017-10-20        | La Guajira         | Fundador               | Barranquilla |
| Caribe                                         | 2017-10-20        | Magdalena          | Fundador               | Barranquilla |
| Caribe                                         | 2017-10-20        | Sucre              | Fundador               | Barranquilla |
| Eje Cafetero                                   | 2018-07-13        | Caldas             | Fundador               | Armenia      |
| Eje Cafetero                                   | 2018-07-13        | Quindío            | Fundador               | Armenia      |
| Eje Cafetero                                   | 2018-07-13        | Risaralda          | Fundador               | Armenia      |
| Eje Cafetero                                   | 2018-07-13        | Tolima             | 2020-12-11             | Armenia      |
| Amazonía                                       | 2019-12-04        | Amazonas           | Fundador               |              |
| Amazonía                                       | 2019-12-04        | Caquetá            | Fundador               |              |
| Amazonía                                       | 2019-12-04        | Guainía            | Fundador               |              |
| Amazonía                                       | 2019-12-04        | Guaviare           | Fundador               |              |
| Amazonía                                       | 2019-12-04        | Putumayo           | Fundador               |              |
| Amazonía                                       | 2019-12-04        | Vaupés             | Fundador               |              |
| Gran Santander                                 | 2021-08-06        | Norte de Santander | Fundador               | Pamplona     |
| Gran Santander                                 | 2021-08-06        | Santander          | Fundador               | Pamplona     |
| Llanos                                         | 2021-08-18        | Arauca             | Fundador               |              |
| Llanos                                         | 2021-08-18        | Casanare           | Fundador               |              |
| Llanos                                         | 2021-08-18        | Vichada            | Fundador               |              |
| Llanos                                         | 2021-08-18        | Meta               | 2024-03-24             |              |
| Del Agua y la Montaña                          | 2021-11-12        | Antioquia          | Fundador               |              |
| Del Agua y la Montaña                          | 2021-11-12        | Caldas             | Fundador               |              |
| De los Dos Mares                               | 2022-07-27        | Antioquia          | Fundador               |              |
| De los Dos Mares                               | 2022-07-27        | Chocó              | Fundador               |              |

El departamento de San Andrés y Providencia es el único que no pertenece a ninguna RAP, aunque ha anunciado sus intenciones de unirse a la RAP Caribe.

## RAP propuestas
Algunas Regiones Administrativas y de Planificación propuestas son:
| Región Administrativa y de Planificación (RAP) propuesta | Posibles departamentos miembros | Notas                                        |
| -------------------------------------------------------- | ------------------------------- | -------------------------------------------- |
| Surcolombiana                                            | Caquetá                         | Se firma acuerdo de voluntades en 2016-07-31 |
| Surcolombiana                                            | Cauca                           | Se firma acuerdo de voluntades en 2016-07-31 |
| Surcolombiana                                            | Huila                           | Se firma acuerdo de voluntades en 2016-07-31 |
| Surcolombiana                                            | Nariño                          | Se firma acuerdo de voluntades en 2016-07-31 |
| Surcolombiana                                            | Putumayo                        | Se firma acuerdo de voluntades en 2016-07-31 |
| Surcolombiana                                            | Tolima                          | Se firma acuerdo de voluntades en 2016-07-31 |
| De la Fraternidad                                        | Antioquia                       | Se firma acuerdo de voluntades en 2020-01-31 |
| De la Fraternidad                                        | Córdoba                         | Se firma acuerdo de voluntades en 2020-01-31 |
| De la Fraternidad                                        | Sucre                           | Se firma acuerdo de voluntades en 2020-01-31 |
| Blue Bridge                                              | Antioquia                       | Se firma acuerdo de voluntades en 2022-08-17 |
| Blue Bridge                                              | San Andrés y Providencia        | Se firma acuerdo de voluntades en 2022-08-17 |